# Ghirolt (okręg Kluż)
Ghirolt – wieś w Rumunii, w okręgu Kluż, w gminie Aluniș. W 2011 roku liczyła 410 mieszkańców.